# Relais 4 × 400 mètres masculin aux championnats du monde d'athlétisme en salle 2024
Pour un article plus général, voir Championnats du monde d'athlétisme en salle 2024.
Navigation
2022 2025
L'épreuve du relais 4 × 400 mètres masculin des championnats du monde en salle de 2024 se déroule le 3 mars 2024 dans l'Emirates Arena de Glasgow, en Écosse.

## Résultats

### Séries
Les 2 premiers de chaque série (Q) et les 2 meilleurs temps (q) se qualifient pour la finale.
| Rang | Série | Couloir | Pays       | Athlètes                                                                     | Temps   | Notes |
| ---- | ----- | ------- | ---------- | ---------------------------------------------------------------------------- | ------- | ----- |
| 1    | 1     | 6       | États-Unis | Paul Dedewo, Trevor Bassitt, Matthew Boling, Christopher Bailey              | 3:05.56 | Q     |
| 2    | 1     | 5       | Belgique   | Jonathan Sacoor, Christian Iguacel, Tibo de Smet, Dylan Borlée               | 3:06.27 | Q, SB |
| 3    | 2     | 4       | Pays-Bas   | Taymir Burnet, Isaya Klein Ikkink, Tony van Diepen, Ramsey Angela            | 3:06.47 | Q, SB |
| 4    | 2     | 5       | Portugal   | Ericsson Tavares, Ricardo dos Santos, João Coelho, Omar Elkhatib             | 3:06.57 | Q, NR |
| 5    | 2     | 4       | Pologne    | Patryk Grzegorzewicz, Maksymilian Swed, Daniel Sołtysiak, Mateusz Rzeźniczak | 3:06.74 | q, SB |
| 6    | 1     | 5       | Kenya      | Wiseman Mukhobe, Zablon Ekwam, Kelvin Tauta, Boniface Mweresa                | 3:06.96 | q, AR |
| 7    | 1     | 6       | Slovaquie  | Šimon Bunja, Patrik Dömötör, Miroslav Marček, Mário Hanic                    | 3:09.21 |       |
|      | 2     | 6       | Tchéquie   | Vit Müller, Michal Desenský, Patrik Šorm, Matej Krsěk                        | DNF     |       |

### Finale
| Rang               | Couloir | Pays       | Athlètes                                                                | Temps   | Notes |
| ------------------ | ------- | ---------- | ----------------------------------------------------------------------- | ------- | ----- |
| Médaille d'or      | 5       | Belgique   | Jonathan Sacoor, Dylan Borlée, Christian Iguacel, Alexander Doom        | 3:02.54 | WL    |
| Médaille d'argent  | 6       | États-Unis | Jacory Patterson, Matthew Boling, Noah Lyles, Christopher Bailey        | 3:02.60 | SB    |
| Médaille de bronze | 4       | Pays-Bas   | Liemarvin Bonevacia, Ramsey Angela, Terrence Agard, Tony van Diepen     | 3:04.25 | NR    |
| 4                  | 2       | Kenya      | Wiseman Mukhobe, Zablon Ekwam, Kelvin Tauta, Boniface Mweresa           | 3:06.71 | AR    |
| 5                  | 1       | Pologne    | Maksymilian Swed, Jan Wawrzkowicz, Daniel Sołtysiak, Mateusz Rzeźniczak | 3:08.00 |       |
|                    | 3       | Portugal   | Ericsson Tavares, João Coelho, Ricardo dos Santos, Omar Elkhatib        | DQ      |       |

## Légende
Records et Performances
- AR : Record continental (area record)
- CR : Record des championnats (championship record)
- MR : Record du meeting (meet record)
- NR : Record national (national record)
- OR : Record olympique (olympic record)
- PR : Record paralympique (paralympic record)
- PB : Record personnel (personal best)
- SB : Meilleure performance personnelle de la saison (season's best)
- WL : Meilleure performance mondiale de l'année (world leader)
- WJR : Record du monde junior (world junior record)
- WR : Record du monde (world record)

Circonstances et Conditions
- DNF : N'a pas terminé (did not finish)
- DNS : N'a pas pris le départ (did not start)
- DQ : Disqualification (disqualification)
- NM : Aucun essai valable enregistré (No Mark)
- Q : Qualifié « directement » au prochain tour (ou à la prochaine compétition), lors d'une compétition majeure, grâce au classement ou à la réalisation des minima (automatic qualifier)
- q : Qualifié au prochain tour (ou à la prochaine compétition), lors d'une compétition majeure, grâce au repêchage ou à la réalisation de l'une des meilleures performances parmi celles des « non qualifiés directement » (grâce au meilleur temps ou à la meilleure distance par exemple) (secondary qualifier)